# Dajakowie
Dajakowie – zbiorcza nazwa autochtonicznych ludów indonezyjskich zamieszkujących wyspę Borneo, obejmująca ok. 400 grup etnicznych, m.in. Ibanów (Dajaków morskich), Klementanów, Ngadżu, Kajanów, Kedajanów, Kenjah, Murutów, Punanów. Dla celów porządkowych ludy te dzieli się pod względem głównej gałęzi gospodarki żywnościowej na Dajaków morskich, lądowych i koczowników. Populacja Dajaków liczy ok. 6 mln osób (lata 90. XX w.). Posługują się szeregiem własnych języków austronezyjskich, współcześnie również indonezyjskim. Większość religijną stanowią muzułmanie (gł. na wybrzeżu) i chrześcijanie, część ludów z wnętrza wyspy zachowuje tradycyjne wierzenia henoteistyczne o pochodzeniu naturalnym.
Dajakowie przybyli prawdopodobnie z Sumatry lub Jawy oraz Azji Południowo-Wschodniej. Od XIII w. byli spychani w głąb wyspy przez Malajów, następnie również przez Chińczyków. Większość zamieszkuje w małych, izolowanych osiedlach leśnych. Podstawą gospodarki Dajaków jest pierwotne rolnictwo żarowe, z dominującą uprawą ryżu (obok również manioku i kukurydzy), ponadto myślistwo i zbieractwo (dominujące u Dajaków koczowników) oraz rybołówstwo (silnie wyróżniające Dajaków morskich).
Posługują się różnymi językami dajackimi (należącymi do rozmaitych grup rodziny austronezyjskiej). Są wśród nich: języki Dajaków lądowych (Land Dayak), języki barito, języki tamanickie (Tamanic), języki malajskie (Malayic). Język banjar (z grupy języków malajskich) służy jako środek komunikacji międzygrupowej (obok indonezyjskiego) i w pewnym stopniu wypiera rodzime języki etniczne.
Z racji na zamieszkiwanie przeważnie na trudno dostępnych obszarach wnętrza wyspy, tradycyjna kultura duchowa i socjetalna Dajaków jest słabo poznana. Strój mężczyzn do niedawna stanowiła przepaska biodrowa z wyprawionej kory drzewnej, obecnie tekstylna, kobiety noszą długie spódnice. Zanika zwyczaj czernienia i piłowania zębów, natomiast niemal wszyscy stosują tatuaż. Wsie nadal stanowią społeczność lokalną kierowaną przez wodza, opartą na ceremoniale władzy (wspólne obrzędy wypełniane przez wodza-szamana lub rzadziej szamana) oraz tradycyjnej organizacji wojskowej. Wspólnota wiejska składa się z kilkudziesięciu rodzin (10–40) o wspólnym pochodzeniu, jednak bez świadomości rodowej. Siedziby tworzą pojedyncze zagrody lub wsie złożone z kilku długich domów (do 300 m). Jeden dom, zamieszkany przez jedną rodzinę jest też pomieszczeniem gospodarczym. Rodziny posiadają tradycyjną niezależność gospodarowania wobec wspólnoty wiejskiej i uprawiają samodzielne, małe pola. Występują też jedno- lub kilkurodzinne domy na palach, które dawniej były budowane dla dworu wodza oraz pozostających pod jego opieką wdów i sierot, obecnie częściej pełnią funkcje reprezentacyjnego ośrodka kultury i edukacji. System pokrewieństwa i dziedziczenia dóbr jest bilateralny, nieobejmujący organizacji rodowej. Prochy zmarłych są przechowywane w urnach, umieszczanych w domach, wokół których odbywają się obrzędy kultu przodków. W przeszłości Dajakowie prowadzili lokalne wojny międzyplemienne i byli uważani za łowców głów.
Najwybitniejszym przejawem sztuki Dajaków jest rzeźba w drewnie i snycerka. Bogato zdobią rzeźbą domy i łodzie. Wykonują polichromowane tarcze i figurki przodków.
Polskim badaczem prowadzącym badania terenowe wśród ludu Dajaków na Borneo jest Tomasz Burdzik.